# Мінськ (великий десантний корабель)
Мінськ (до 16 вересня 2000 р. «БДК-43») — російський великий десантний корабель проєкту 775. (англ. Ropucha за класифікацією НАТО). Базується у місті  Балтійськ. Входить до складу Балті́йського флоту РФ.
Рано вранці 13 вересня 2023 року крилатими ракетами був суттєво пошкоджений у сухому доці Севастопольського морського заводу.

## Будівництво
Корабель побудовано на судноверфі «Північна верф» (пол. Stoczna Północna) у Гданську (Польща) (заводський № 775/18). Підписання акту про прийняття корабля до складу ВМФ відбулося 30 травня 1983 року.

## Бойове застосування

### Російська інтервенція до Сирії
Брав участь у так званому «Сирійському експресі» — виконував задачі з перевезення озброєння та особового складу, вирішував логістичні проблеми для сирійського угрупування РФ.

### Російсько-українська війна
Під час української ракетної атаки на Севморзавод 13 вересня 2023 року корабель зазнав важких ушкоджень: ракета влучила в лівий борт в районі надбудови, після чого зайнялась пожежа, що тривала до другої половини дня. Корабель, можливо, було знищено безповоротно, оскільки ремонт мав бути надзвичайно вартісним.
У грудні судно було виведено з сухого доку, його з повністю зрізаною надбудовою було встановлено у Корабельній бухті поряд із сухим доком, де корабель й було підбито у вересні.